# Longicyatholaimus longicaudatus
Longicyatholaimus longicaudatus is een rondwormensoort uit de familie van de Cyatholaimidae. De wetenschappelijke naam van de soort is voor het eerst geldig gepubliceerd in 1878 door De Man.